# Bích Minh Nguyễn
Bích Minh "Beth" Nguyễn (sinh năm 1974) là tiểu thuyết gia và nhà văn phi hư cấu người Mỹ gốc Việt. Bà là tác giả cuốn tiểu thuyết Short Girls (Những cô nàng thấp bé) đoạt Giải thưởng Sách Mỹ năm 2010 và Pioneer Girl (Cô nàng tiên phong) cùng quyển hồi ký nhan đề Stealing Buddha's Dinner (Ăn trộm đồ cúng Phật).

## Tiểu sử
Bích Minh Nguyễn tên thật là Nguyễn Minh Bích chào đời năm 1974 tại Sài Gòn, Việt Nam Cộng hòa. Đêm ngày 29 tháng 4 năm 1975, mấy tiếng đồng hồ trước khi thành phố này đổi chủ vào sáng ngày hôm sau, gia đình bà đã kịp trèo lên một chiến hạm hải quân trốn sang Mỹ. Sau một thời gian tạm trú ở các trại tị nạn trên đảo Guam và tại Fort Chaffee ở bang Arkansas, họ chọn định cư ở Grand Rapids, Michigan là nơi mà Nguyễn sinh sống từ nhỏ đến lớn.
Bà tốt nghiệp Đại học Michigan với tấm bằng Thạc sĩ Mỹ thuật và đã kết hôn với tiểu thuyết gia Porter Shreve, cả hai có với nhau hai đứa con. Năm 2005, Nguyễn được trao Giải thưởng PEN/Jerard. Hiện bà đảm nhận việc giảng dạy tại Đại học Purdue và Đại học San Francisco, và hiện là giáo sư tại Đại học Wisconsin–Madison về môn viết tiểu thuyết và phi hư cấu sáng tạo.

## Tác phẩm
- Short Girls: a novel. Penguin. 2009. ISBN 978-0-670-02081-2.
- Pioneer Girl: a novel. Penguin. 2014. ISBN 978-0-698-15137-6.
- Stealing Buddha's Dinner. Penguin. 2008. ISBN 978-0-14-311303-4.

### Hợp tuyển
- Reinder Van Til; Gordon L. Olson, biên tập (2007). "The Good Immigrant Student". Thin ice: coming of age in Grand Rapids. Wm. B. Eerdmans Publishing. ISBN 978-0-8028-2478-3.
- Alice Peck, biên tập (2008). "The Plum's Eye". Bread, Body, Spirit: Finding the Sacred in Food. SkyLight Paths Publishing. ISBN 978-1-59473-242-3.
- Lorraine López, biên tập (2009). An angle of vision. University of Michigan Press. ISBN 978-0-472-05078-9.

## Bình phẩm
- BEN FONG-TORRES (ngày 4 tháng 2 năm 2007). "Hungry Heart". The New York Times.
- Marion Winik (ngày 24 tháng 7 năm 2009). "'Short Girls' by Bich Minh Nguyen". The Los Angeles Times.
- Julie Tran (ngày 6 tháng 12 năm 2010). ""Stealing Buddha's Dinner" by Bich Minh Nguyen". Lariat. Bản gốc lưu trữ ngày 30 tháng 12 năm 2010.